# Andy Dalton
Andrew Gregory "Andy" Dalton (nacido el 29 de octubre de 1987) es un jugador profesional de fútbol americano estadounidense que juega en la posición de quarterback y actualmente milita en los Carolina Panthers de la National Football League (NFL).

## Biografía
Dalton asistió a Katy High School. Allí, como sénior, lanzó para 2,877 yardas con 42 touchdowns y 15 intercepciones.
Tras su paso por el instituto, Dalton se graduó en la Universidad Cristiana de Texas, donde jugó con los Horned Frogs, consiguiendo los récords de más victorias (42), yardas por pase (10,314), intentos de pase (1,317), pases completos (812), y rating de pase (61.6).

## Carrera

### Cincinnati Bengals
Dalton fue seleccionado por los Cincinnati Bengals en la segunda ronda (puesto 35) del draft de 2011. Con ellos firmó un contrato de 4 años, por un valor de $5.2 millones.
El 4 de agosto de 2014, Dalton renovó 6 años con los Bengals, por $115 millones.
Con los Bengals, Dalton ha ganado dos títulos de división (2013-14 y 2015-16), y ha llevado al equipo a jugar los playoffs desde su llegada, clasificándose para Wild Cards en 2011-12, 2012-13 y 2014-15.

### Dallas Cowboys
Tras ser etiquetado como transferible, el jugador quedó como Agente Libre, por lo cual los Dallas Cowboys buscaron sus servicios de mariscal veterano y firmaron con él por un año para la temporada 2020.

### Chicago Bears
El 19 de marzo de 2021 firmó un contrato de un año con los Chicago Bears por 10 millones de dólares más 3 en incentivos. En ese año completó un total de 1515 yardas de pase con 8 touchdowns y 9 intercepciones.

### New Orleans Saints
El 29 de marzo de 2022, llegó a un acuerdo de un año con el equipo de New Orleans Saints por el que percibirá 6 millones de dólares.

### Carolina Panthers
El 15 de marzo de 2023 firmó un contrato de 2 años por 10 millones de dólares con los Carolina Panthers. 

## Vida personal
Dalton se casó con Jordan Jones en julio de 2011. Ambos tienen una fundación en Cincinnati, que ayuda a niños y familias. Su primer hijo nació en junio de 2014. 